# Črni zalubnik
Črni zalubnik (znanstveno ime Hylastes ater) je vrsta hrošča iz družine pravih rilčkarjev. Spada v poddružino zalubnikov in predstavlja velikega škodljivca v gozdovih. Vrsta izvira iz Evrope in Azije, kjer je razširjen po gozdovih Kitajske in Koreje. Iz prvotne domovine so vrsto z lesom zanesli skoraj po vsem svetu, od Avstralije in Nove Zelandije, do Afrike in obeh Amerik. Predstavlja veliko grožnjo vseh gozdnatih dežel.

## Opis
Gre za valjastega hrošča , ki meri v dolžino med 3,5 in 5,5 mm in v širino okoli 1,4 mm. Običajna barva je črna ali temno siva, antene in noge so rdečkaste barve. Mladi hroščki so po celotnem telesu rdečkaste barve, kasneje pa potemnijo. Elitre, prednji del glave in predprsje so posejani z drobnimi vdolbinicami. Glava je obrnjena navzdol, tako da se je z višine praktično ne vidi. Rilček je kratek in ni značilno podaljšan. Jajčeca so belkasta in v dolžino dosežejo manj kot 1 mm. Larve so bele z rdečkasto glavo. Nimajo nog in so zvite v obliki črke c. Buba je rumenkasto bele barve in je posejana z bodicami.

## Biologija
Črni zalubnik se hrani s skorjo mladih drevesc, ki jo odstranjuje tik nad koreninsko krono, zlasti s floemom. Naseli se tudi v štore, debla in podrto drevje. Najraje se hrani z lubjem iglavcev, med katerimi ima najraje vrsto Pinus radiata. Našli so ga tudi na drevesih bele jelke (Abies alba), Araucaria cunninghamii, Chamaecyparis lawsoniana, navadni macesen (Larix decidua), Picea sitchensis, duglaziji (Pseudotsuga menziesii) in obalni sekvoji (Sequoia sempervirens).
Razmnoževanje poteka v notranjem delu drevesne skorje. Samica za jajčeca na stiku skorje z lesom izkoplje okoli 13 cm dolgo galerijo. Samec iz rova odstrani ostanke lesa, nato pa se s samico parita. Po parjenju samica v galerijo odloži okoli 100 jajčec, vsakega v svoj prostorček. Iz jajčec se izvalijo ličinke, ki se običajno razvijajo 8 do 10 tednov, lahko pa tudi več kot eno leto, odvisno od temperature. Med tem ko rastejo se galerija podre in ličinke ostanejo združene v enem prostoru, kjer se kasneje zabubijo. Po približno dveh tednih se iz bub izleže nov rod odraslih hroščkov.
Odrasel hrošč je dober letalec in se lahko hitro razširi v iskanju novih gostiteljskih dreves. Pri iskanju si pomaga z vohom, saj ga privlačijo hlapljive komponente eteričnih olj, kot so β-pinen, komponenta terpentina.

## Škodljivec
Največ škode črni zalubnik povzroča na mladih drevescih, saj jim z odstranjevanjem skorje ob vznožju rastline zadaja resne poškodbe, zaradi katerih večina takih drevesc odmre, preživela pa na poškodovanih mestih izločajo smolo, njihove iglice pa postanejo krhke, deformirane in razbarvane. Pri večjih drevesih največ škoce povzroča s tem, da v rane zanaša spore različnih gliv, ki razbarvajo les in mu s tem zmanjšujejo vrednost na trgu. Največ škode v tem pogledu povzroča na drevesih iz rodu Ophiostoma.
Doslej poizkusi biološkega nadzora s plenilskimi žuželkami niso bili uspešni. Tako kot glavno orožje v boju proti črnemu zalubniku ostaja zgodnje opažanje škodljivca. Po odkritju je potrebno uporabiti kemične metode zatiranja, med katere sodi tudi zaplinjanje hlodovine s fosfinom, ki je učinkovita sodobna altrenativa metil bromidu, ki škoduje ozonskemu plašču. V uporabi so tudi pasti, napolnjene s terpentinom.